# Хаапасало, Вилле
Ви́лле Ю́хана Ха́апасало (фин. Ville Juhana Haapasalo; род. 28 февраля 1972, Холлола, Пяйят-Хяме, Финляндия) — финский киноактёр, телеведущий. 
Лауреат Государственной премии Российской Федерации за 2003 год в области литературы и искусства за роль в фильме «Кукушка».

## Биография

### Ранние годы и образование
Хаапасало родом из Холлола, и в детстве он любил играть в театре, заниматься хоккеем и народными танцами. Наряду с актёрским мастерством он с особым энтузиазмом относился к хоккею, которым перестал заниматься в возрасте 19 лет. После окончания средней школы Salpausselkä в Лахти весной 1991 года Хаапасало собирался поехать в Великобританию, чтобы учиться в театральном колледже.
По окончании школы, поступил в ЛГИТМиК (ныне — Российский государственный институт сценических искусств), который окончил в 1995 году (мастерская В. М. Фильштинского). На момент приезда в Россию совершенно не владел русским языком — осваивал его во время учёбы в вузе. Кроме русского, владеет также финским (родной язык), шведским, немецким и английским языками.

### Начало карьеры
Известность актёру принесла роль Райво в российском кинофильме «Особенности национальной охоты» (1995). На базе одной из сцен фильма, в которой егерь Кузьмич (актёр Виктор Бычков) и финн Райво (Вилле Хаапасало) ведут оживлённый диалог и прекрасно понимают друг друга, хотя один говорит по-русски, второй — по-фински и оба они не знают языка собеседника, Бычков и Хаапасало планировали написать пьесу о русском и финском солдатах, которые во время войны 1939 года случайно попали в Карелию. За пьесу они так и не взялись, однако спустя несколько лет Виктор Бычков поделился замыслом с режиссёром фильма Александром Рогожкиным, и тот за три дня написал сценарий фильма «Кукушка» (2002), в котором актёры исполнили главные роли.
На XXIV Московском международном кинофестивале (2002) удостоен «Серебряного Святого Георгия» за лучшую мужскую роль (в кинодраме «Кукушка»).
В 2007 году был соведущим передачи «Главная дорога» на «НТВ». В паре с олимпийской чемпионкой в танцах на льду Татьяной Навкой участвовал в телешоу «Ледниковый период», где их пара заняла второе место.
C 2006 года Вилле Хаапасало является лицом рекламной кампании слабоалкогольных напитков марки Sinebrychoff. 
В 2007 году снялся в рекламе финского производителя одежды Finn Flare.
С 2008 года стал лицом рекламной кампании ОАО «АвтоВАЗ», модель «Лада Калина»-универсал (совместно с актером Максимом Мальцевым) .
В 2009 году вёл с Александром Олешко четвёртый сезон шоу народных талантов «Минута славы» на Первом канале.
С 2013 года в рамках проекта «Взморье1350» стал лицом рекламы юго-восточного региона Южное Кюменлааксо в России, занимаясь маркетингом достопримечательностей финских городов Котка и Хамина, а также общин Пюхтя, Виролахти и Миехиккяля.
В ходе работы над телесериалом о российских финно-угорских народах «Suomensukuiset 30 päivässä» для телерадиокомпании YLE Вилле подверг критике некоторые реалии российской жизни.
Хаапасало сотрудничает со Всемирным фондом дикой природы (WWF). Так 12 февраля 2013 года он по-фински и по-русски объявил о начале периода охраны гнездования сайменской нерпы (Pusa hispida saimensis) — подвида кольчатой нерпы, обитающего только в финском озере Сайма и находящегося под угрозой вымирания (мероприятие проводится фондом ежегодно).
В 2013 году актёр открыл собственный ресторан «Ville´s Mayak» рядом с пропускным пунктом на границе с Россией в Лаппеэнранте. В октябре 2021 года открыл в Хельсинки ресторан русской и советской кухни «Davai Davai»; закрыл его в начале июня 2022 года, пояснив, что «…в настоящее время идея ресторана является бестактной».
В сентябре 2013 года в Хельсинки состоялась фотовыставка фотографа Юхи Метсо под названием «Всё равно никто не поверит», рассказывающая о первых десяти годах работы актёра в России, а в октябре вышла в свет книга с тем же названием, написанная в соавторстве с финским рок-музыкантом и писателем Кауко Рёюхкя. В 2014 году в соавторстве с теми же лицами появилась вторая книга — «И этому ты тоже не поверишь» («Et muuten tätäkään usko»).
В России Хаапасало более популярен, чем на родине, в Финляндии.

### Рестораны
В сентябре 2016 года Хаапасало открыл грузинский ресторан под названием Purpur в районе Пунавури в Хельсинки. Он также открыл ещё один ресторан Purpur в октябре 2017 года на окраине Френкеляйн-аукьо в Тампере.
Он также был совладельцем «советского ресторана» под названием Davai Davai, который открылся в октябре 2021 года на улице Pohjoisesplanadi в Хельсинки. Меню представляло собой смесь кухонь России, стран Балтии и Кавказа. Однако война, начатая Россией в Украине в феврале 2022 года привела к закрытию ресторана в мае 2022 года.

## Взгляды

### Отношение к Украине
24 февраля 2022 года Хаапасало находился с визитом в Москве, до последнего не веря в возможность нападения на территорию Украины.
Он занимался помощью беженцам из Украины, предоставляя им работу в своих заведениях общественного питания. Он отправлял пожертвования в поддержку Украины.

## Семья
- Был женат на финской актрисе Сааре Хедлунд (швед. Saara Hedlund), сейчас разведён. 
  - Двое детей[19].
- Встречается с Тиной Баркалая (род. 04.03.1972), режиссёром и креативным директором РА «Barkstel»[20].
  - Сын (род. в сентябре 2009).

## Фильмография
1. 1995 — Особенности национальной охоты — Райво Хаапасало, финн
2. 1996 — Операция «С Новым годом!» — второй киллер
3. 1998 — Особенности национальной рыбалки — Райво Хаапасало, финн
4. 2000 — 2001 — Убойная сила 2 — Патрик Хендсон, финн из Швейцарии
5. 2002 — Кукушка — Вейкко, финский снайпер
6. 2004 — Королева бензоколонки 2 — Руслан
7. 2004 — Диверсант — Вильгельм
8. 2005 — Гибель империи — Тарвилайнен
9. 2005 — КГБ в смокинге — Юджин, агент ЦРУ
10. 2005 — Три мушкетёра — Бекингем, герцог
11. 2006 — Оранжевое небо — Федя
12. 2007 — Куратор — Масик
13. 2007 — Чужие тайны — Джеф
14. 2007 — Ирония судьбы. Продолжение — задержанный финн в камере
15. 2009 — Любовь в большом городе — Сауна
16. 2009 — Весельчаки — Роза (Розолинда Штейн) / Роберт
17. 2009 — Царь — Генрих Штаден, опричник
18. 2009 — Кромовъ — клерк в банке
19. 2010 — Любовь в большом городе 2 — Сауна
20. 2011 — Беременный — режиссёр
21. 2012 — Гольфстрим под айсбергом — Теофилиус
22. 2012 — День додо — двойник Киркорова
23. 2012 — Самоубийцы — финн-лесоруб
24. 2013 — Три мушкетёра — Иероним фон Фогель Эйзеншварцер II, солдат-швейцарец
25. 2013 — Папа напрокат — Филипп, кондитер
26. 2014 — Любовь в большом городе 3 — Сауна
27. 2016 — Сувениры из Москвы / Tappajan näköinen mies — Алексей Горностаев
28. 2018 — Глупое молодое сердце / Hölmö nuori sydän (Финляндия) — Янне (Janne)

## Работы на телевидении
Некоторые передачи выходили и в России, и в Финляндии.
- 31 декабря 1998 года — участник капитал-шоу «Поле чудес» (ОРТ, играл в первой тройке с Виктором Бычковым и Александром Рогожкиным)[21].
- 2005—2006 — «Perjantai-illan unelma» — проект Yleisradion TV2. Развлекательная передача.
- 2007 — «Главная дорога» (ведущий).
- год неизвестен — Горячие парни (ток-шоу, играет самого себя)
- 2008 — «Водочные туристы»[22], документальный проект телеканала Петербург — Пятый канал (ведущий).
- 2009 — «Война без победы»[23], документальный проект телеканала Петербург — Пятый канал из цикла «Живая история» (ведущий, вместе с Сергеем Шнуровым).
- 2009 — «Минута славы» (ведущий, с Александром Олешко).
- 2010 — Venäjän halki 30 päivässä («Через Россию за 30 дней») — документальный проект телерадиокомпании YLE. В 2013 году транслировался на канале «Моя планета» под названием «30 дней по России с Вилле Хаапасало».
- 2012 — «Silkkitie 30 päivässä» («Шёлковый путь за 30 дней») — документальный проект телерадиокомпании YLE.
- 2011 — «Sapuskaa, harashoo!» — кулинарная передача канала MTV MAX, в каждой серии Хаапасало вместе с известной личностью готовит в России одно из местных блюд.
- 2013 — Suomensukuiset 30 päivässä — документальный проект про финно-угорские народы в России телерадиокомпании YLE[6].
- 2014 — «Jäämeri 30 päivässä»[фин.] («Северный Ледовитый океан за 30 дней», или «30 дней в Арктике с Вилле Хаапасало») — документальный проект YLE[24]. По северному побережью России. 10 серий.
- 2014 — «Haapasalo Goes America» — документальный проект YLE. Хаапасало пересекает США по исторической дороге 66.
- 2015 — «Kaukasia 30 päivässä»[фин.] («Кавказ за 30 дней»)[25]
- 2016 — «Volga 30 päivässä» («Волга за 30 дней»)[26]
- 2016 — «Haapasalo goes lomalle» («Хаапасало едет в отпуск»)[27]
- 2017 — «Altai 30 päivässä»[фин.] («Алтай за 30 дней»)[28]